# НКЛ-16
Аеросани НКЛ-16 — військово-транспортні сани, які забезпечені двигуном внутрішнього згоряння з  повітряним гвинтом (пропелером). Цей транспортний засіб, призначений для пересування по снігу і льоду .

## Історія
29 липня 1941 р заступник голови РНК В. А. Малишев своїм розпорядженням №7209 зобов'язав прибути в Москву для виконання спеціального завдання конструктора М.В. Веселовського з найближчими помічниками. У Москві горьковчан і керівних працівників ОКБ-41 прийняли на найвищому рівні, після чого Малишев зібрав нараду, де оголосив про необхідність освоїти в найкоротші терміни виробництво аеросаней для потреб армії. Існуючі типи аеросаней були досить складні у виробництві, а тому в масовій кількості проводитися не могли. На розробку аванпроектів і підготовку пропозицій Малишев відвів 48 годин.У призначений час москвичі Н.М. Андрєєв, Х.М. Прізмент, Ю.К. Барташевич і горьковчане М.В. Веселовський, І.К. Чачхіані, Є.І. Малеханов представили Малишеву результат своєї праці. До детального опрацювання «головний інженер країни» затвердив легкі одномісні зв'язкові аеросани з мотоциклетним мотором (РФ-7), бойові двомісні аеросани з Автомотор, озброєні одним кулеметом (РФ-8), де-сантно-транспортні аеросани (НКЛ-16) і дві моделі бойових аеросаней з авіамоторів, озброєні кулеметами (НКЛ-26 і НКЛ-32).
Перший варіант трилижних аеросаней НКЛ-16, виготовлений в 1937 році під керівництвом головного конструктора Н. М. Андрєєва, випускався промисловістю серійно в транспортному і санітарному виконанні.
В середині 50-х гостро постало питання про заміну аеросаней «НКЛ-16», які застосовувались для доставки пошти в північних районах країни ще з початку сорокових років і виходять з ладу через сильний знос .
Аеросани НКЛ-16 широко використовувалися на фронтах Великої Вітчизняної війни, особливо в зиму 1941 / 42 року. Вони застосовувалися для оперативного зв'язку, доставки військових вантажів, на них здійснювалися патрульні, десантні і бойові операції. При перекиданні десантів аеросани не тільки брали бійців з повним озброєнням на борт, але і буксирували на спеціальних тросах 18-20 лижників . У бойових умовах вони по бортах буксирували причіпні волокуші, в яких розміщувалися бійці з кулеметом максим і другий номер розрахунку з необхідним бойовим комплектом . Крім того, вогонь зі зброї могли вести бійці,які сиділи  в машині через люки, що відкриваються в даху корпусу.